# One Night Only: The Greatest Hits Live at Madison Square Garden
One Night Only: The Greatest Hits Live at Madison Square Garden è un DVD dell'artista britannico Elton John, pubblicato dalla Universal Records e dalla Mercury Records nel 2001.
In esso è contenuto integralmente uno dei due concerti tenutisi nel 2000 al Madison Square Garden di New York. Molti brani sono in realtà dei duetti tra la rockstar e altri nomi famosi nel panorama musicale mondiale: Your Song è infatti duettata con Ronan Keating, Sad Songs (Say So Much) con Bryan Adams, Saturday Night's Alright for Fighting con Anastacia e I Guess That's Why They Call It the Blues con Mary J. Blige; da notare anche Goodbye Yellow Brick Road, qui esibita in duetto con Billy Joel (contrariamente al CD Elton John One Night Only - The Greatest Hits, eseguita dal solo Elton), e Don't Go Breaking My Heart con Kiki Dee (hit eseguita raramente in concerto). Altri brani degni di nota sono Little Jeannie, Club at the End of the Street, I Don't Wanna Go on with You like That e Come Together, eseguita in onore di John Lennon.
Ad accompagnare specificatamente per questo evento la rockstar (come al solito seduta al pianoforte) vi era una band formata da ben otto elementi: Nigel Olsson (il batterista storico di Elton, ritornato nella formazione dopo anni di assenza, presente anche ai cori e al tamburello), Curt Bisquera (batteria), Davey Johnstone (chitarre e cori), John Jorgenson (chitarre, sassofono, mandolino e cori), Bob Birch (basso e cori), John Mahon (percussioni e cori), Ken Stacey (cori) e Billy Trudel (cori).
One Night Only prevedeva inizialmente un solo contenuto extra (il videoclip di I Want Love); in seguito è stato pubblicato svariate volte, sempre in DVD, con diversi bonus: oltre al già citato videoclip, presenta anche il video di This Train Don't Stop There Anymore, quello di Original Sin, quello di Sorry Seems to Be the Hardest Word con i Blue e un video remix della già citata Original Sin.

## Tracce
1. Funeral for a Friend/Love Lies Bleeding
2. Candle in the Wind
3. Bennie and the Jets
4. Goodbye Yellow Brick Road (Elton John con Billy Joel)
5. Someone Saved My Life Tonight
6. Little Jeannie
7. Philadelphia Freedom
8. Tiny Dancer
9. Can You Feel the Love Tonight?
10. Daniel
11. Rocket Man
12. Club at the End of the Street
13. Blue Eyes
14. I Guess That's Why They Call It the Blues (Elton John con Mary J. Blige)
15. The One
16. I Don't Wanna Go on with You like That
17. Sorry Seems to Be the Hardest Word
18. Sacrifice
19. Come Together
20. Your Song (Elton John con Ronan Keating)
21. Sad Songs (Say So Much) (Elton John con Bryan Adams)
22. I'm Still Standing
23. Crocodile Rock
24. Saturday Night's Alright for Fighting (Elton John con Anastacia)
25. The Bitch Is Back
26. Don't Let the Sun Go Down on Me
27. Don't Go Breaking My Heart (Elton John con Kiki Dee)

### Contenuti extra
1. I Want Love (videoclip, con Robert Downey Jr.)
2. This Train Don't Stop There Anymore (videoclip, con Justin Timberlake)
3. Original Sin (videocilp, con Mandy Moore ed Elizabeth Taylor)
4. Sorry Seems to Be the Hardest Word (videoclip, con i Blue)
5. Original Sin (Dan-O-Rama video remix)